# Wilhelm Reinhard von Neipperg
Wilhelm Reinhard von Neipperg (ur. 27 maja 1684 w Schwaigern, zm. 26 maja 1774 w Wiedniu) – hrabia, austriacki marszałek polny.

## Życiorys
Pochodził z arystokratycznej rodziny szwabskiej. Odznaczył się w wojnie tureckiej (1716-1717). 20 listopada 1733 został mianowany na stopień marszałka polnego porucznika. Walczył we Włoszech. 2 maja 1735 został mianowany na stopień generała artylerii, a dwa lata później gubernatorem Temeszwaru. Uczestniczył w działaniach przeciw Turkom.
W 1739 bez upoważnienia zawarł niekorzystny traktat belgradzki. Został za to (m.in. z feldmarszałkiem von Wallisem) skazany na uwięzienie w twierdzy; przetrzymywany był w Győr i twierdzy w Kłodzku. Po śmierci cesarza Karola VI w 1740 ułaskawiony przez Marię Teresę. 19 marca 1741 został mianowany na stopień marszałka polnego.
W 1741 przegrał bitwę z Fryderykiem II pod Małujowicami.
Dziadek Adama Neipperga, drugiego męża cesarzowej Marii Ludwiki, wcześniej żony Napoleona.